# 이상춘 (성우)
이상춘(1954년 1월 15일 ~)은 대한민국의 성우이다. 1976년 CBS 11기로 입사했으며 기독교방송 성우극회 소속이다.

## 주요 출연작품

### 애니메이션
- 요술공주 밍키 (SBS) - 현실세계 엄마

### 영화
- 도검소 (SBS) - 모친
- 에이스 벤츄라 2 (SBS)
- 사랑의 스타디움 (SBS)
- 잔혹한 음모 (SBS)
- 레드 히트 (SBS)

### 외화
- 칠협오의 (SBS) - 아도